# Ti prego lasciati odiare
Ti prego lasciati odiare è un romanzo dell'autrice italiana Anna Premoli, pubblicato nel gennaio 2013 da Newton Compton e vincitore del Premio Bancarella 2013.

## Storia editoriale
Ti prego lasciati odiare è stato autoprodotto e pubblicato dal marito dell'autrice nel giugno 2012. In breve tempo ha riscosso successo di vendite, divenendo uno dei libri digitali più venduti in Italia. Per questa ragione l'editore Newton Compton ha deciso di pubblicarlo nella collana "Anagramma".
Uscito in tutte le librerie con un'altissima tiratura iniziale nel gennaio 2013, il romanzo è stato per mesi ai primi posti nella classifica dei libri più venduti e ha vinto il Premio Bancarella 2013. La Colorado Film ne ha acquistato i diritti per la trasposizione cinematografica.

## Trama
Il romanzo ruota attorno alle vicende di Jennifer e Ian, due avvocati d'affari di una banca con sede a Londra. Il rapporto professionale tra i due è contrastato, fatto di rivalità e invidie reciproche. I due però si ritrovano a lavorare fianco a fianco allo stesso progetto, arrivando anche a frequentarsi fuori dagli orari di lavoro; vengono persino paparazzati insieme da un quotidiano inglese, che pubblica le loro foto nella sezione gossip. Jennifer è evidentemente furiosa, Ian al contrario è divertito; proprio Ian propone alla collega di fingersi la sua fidanzata, garantendole piena libertà d'azione nel progetto lavorativo. Lei accetta e, pur restia, viene coinvolta nel mondo aristocratico britannico di cui Ian fa parte, scoprendo man mano lati sempre più nuovi del suo apparentemente scorbutico collega. Ben presto, i due si ritrovano a condividere più di un semplice rapporto professionale che Jennifer non è inizialmente in grado di ammettere. Al contrario suo, Ian accetta sin da subito i sentimenti che prova verso la sua collega, spronandola in ogni modo ad ammetterli a sua volta. I due iniziano così una storia d'amore tormentata anche dalle rispettive famiglie, di due livelli sociali completamente diversi, rischiando anche una rottura definitiva, ma rendendosi conto che il loro amore è superiore a questo genere di difficoltà decidono di non lasciarsi abbattere, e convoleranno a nozze poco dopo, felicemente innamorati.

## Personaggi
Jennifer Percy: avvocato fiscalista, è una donna di trentatré anni orgogliosa, intelligente, ostinata, testarda, competitiva e ironica, consapevole delle proprie capacità e dei propri difetti. Dopo la terza relazione seria naufragata, si ripromette di trovare un uomo veramente adatto a lei.
Ian St. John: conte di Langley e futuro Duca di Remington, di due anni più giovane di lei, è un economista geniale e brillante, arrogante e incredibilmente bello, odioso tanto quanto scaltro. È però anche un ragazzo sensibile e che, al momento opportuno, ha meno difficoltà di Jenny a riconoscere ed ammettere i propri sentimenti.
Lord Charles Beverly: figlio di un marchese, temutissimo uomo dall'aspetto pomposo e insieme minaccioso, si ritiene superiore per nascita e anche per denaro. È il cliente che richiede la consulenza congiunta di Jenny e Ian e che cerca di “sistemare” la figlia Elizabeth con il futuro duca.
Vera e Laura: la prima lavora in una biblioteca, la seconda è sempre alle prese con un “tira-e-molla” con il fidanzato David. Sono le amiche e le coinquiline di Jenny, che cercano di farle capire e affrontare i propri sentimenti.
Duca di Revington: nonno di Ian, è un nobile che ostenta il suo potere e la sua ricchezza. Desidera che il nipote segua le orme di famiglia e che abiti in un palazzo da lui regalato. È innervosito dalla “relazione” tra i due protagonisti e si adopera per tentare in tutti i modi di ostacolarla.
Famiglia Percy: è una famiglia inglese di commoner antimonarchici, impegnata nelle lotte sociali, vegana, animalista e antireligiosa e sostiene tutte le ONG che possano esistere. I coniugi Percy hanno altri due figli: Michael, medico che lavora per Amnesty International e altri gruppi che aiutano i rifugiati in giro per il mondo, e Stacey, che invece è un avvocato che offre patrocinio gratuito a chi non può permettersi un legale.
Eliott Paulson: amico di Stacey e del marito Tom, è uno psicologo infantile dal sorriso cordiale, vegano, che al primo appuntamento con Jenny viene interrotto dal prepotente ritorno in scena di Ian.

## Edizioni
- Prima edizione Anagramma: Anna Premoli, Ti prego lasciati odiare, Roma: Newton Compton Editori, 2013, pp. 320
- Prima edizione Gli Insuperabili: Anna Premoli, Ti prego lasciati odiare, Roma: Newton Compton Editori, 2014, pp. 320